# Nokere Koerse 1993
La Nokere Koerse 1993, quarantottesima edizione della corsa, si svolse il 17 marzo per un percorso con partenza ed arrivo a Nokere. Fu vinta dall'olandese Michel Cornelisse della squadra La William-Duvel davanti ai belgi Jan Bogaert e Mario De Clercq.

## Ordine d'arrivo (Top 10)
| Pos. | Corridore         | Squadra                               | Tempo |
| ---- | ----------------- | ------------------------------------- | ----- |
| 1    | Michel Cornelisse | La William-Duvel                      |       |
| 2    | Jan Bogaert       | Willy Naessens                        |       |
| 3    | Mario De Clercq   | Lotto-Caloi                           |       |
| 4    | Dirk Demol        | GB-MG Maglificio-Bianchi              |       |
| 5    | Johan Capiot      | TVM-Bison-Gazelle                     |       |
| 6    | Patrick Deneut    | La William-Duvel                      |       |
| 7    | Rik Coppens       | Collstrop-Assur Carpets-Moquette City |       |
| 8    | Tom Desmet        | Lotto-Caloi-Mavic                     |       |
| 9    | Luc Dierickx      | Daniel-Gios                           |       |
| 10   | Chris Peers       | Collstrop-Assur Carpets-Moquette City |       |